# Лудо срце (албум Катарине Живковић)
Лудо срце је дебитантски студијски албум српске певачице Катарине Живковић. Издат је 13. априла 2013. за Grand Production.

## Списак песама
| Бр. | Назив                      | Текст                   | Музика                               | Аранжман            | Трајање |
| --- | -------------------------- | ----------------------- | ------------------------------------ | ------------------- | ------- |
| 1.  | Лудо срце (Дует и )        | Павле Радуловић         | Гордана Гвозденовић                  | Игор Милићевић      | 03:15   |
| 2.  | Да ми је                   | Горан Радиновић         | Дејан Костић                         | Горан Радиновић     | 03:28   |
| 3.  | Никад другог, никад другом | Горан Радиновић         | Ненад Константин                     | Горан Радиновић     | 04:00   |
| 4.  | Ноћно лудило               | Горан Радиновић         | Милан Радуловић                      | Горан Радиновић     | 03:50   |
| 5.  | Руку на срце               | Павле Радуловић         | Гордана Гвозденовић и Игор Милићевић | Косана Стојић       | 03:23   |
| 6.  | Без лјубави нисам жива     | Горан Радиновић         | Дејан Костић                         | Павле Радуловић     | 03:10   |
| 7.  | Хеј лепи ђаволе            | Павле Радуловић         | Игор Милићевић                       | Гордана Гвозденовић | 03:25   |
| 8.  | Ако се растанемо једном    | Александар Софронијевић | Зоран Марјановић                     | Саша Милошевић      | 03:15   |
| 9.  | Девет месеци               | Алек Алексов            | Милош Вукашиновић                    | Милош Вукашиновић   | 03:45   |
| 10. | Кат те не волим            | Доријан Шетина          | Бане Опачић                          | Бане Опачић         | 03:12   |
| 11. | Љубав                      | Дамир Хандановић        | Биљана Спасић                        | Дамир Хандановић    | 03:16   |
| 12. | Слажи ме још једном        | Срђан Моби Дик          | Раде Авидовић Ариди                  | Марко Дрежњак       | 03:46   |

## Персонал

### Инструменти
- Александар Софронијевич – хармоника (8)
- Горан Радиновић – хармоника, клавијатуре (6)
- Дејан Костић – пратечи вокал (7)
- Ивана Селаков – пратечи вокал (7)
- Ксенија Милошевић – пратечи вокал (6)
- Мирјана Алексич – пратечи вокал (8)
- Немања Мијатовић – виолина (8)

### Продукција и снимање
- Иван Лекић – инжењеринг (8)
- Владимир Алексић – гитара, бузуки, бас (6)
- Горан Радиновић – програмирање (6)

### Посада
- Драган ШухАРТ – дизајнер
- Вања Пантин – стајлинг
- Дејан Милићевић – фотографи